# Blancs et Noirs aux échecs
Ne doit pas être confondu avec Blancs et noirs.
Cet article utilise la notation algébrique pour décrire des coups du jeu d'échecs.

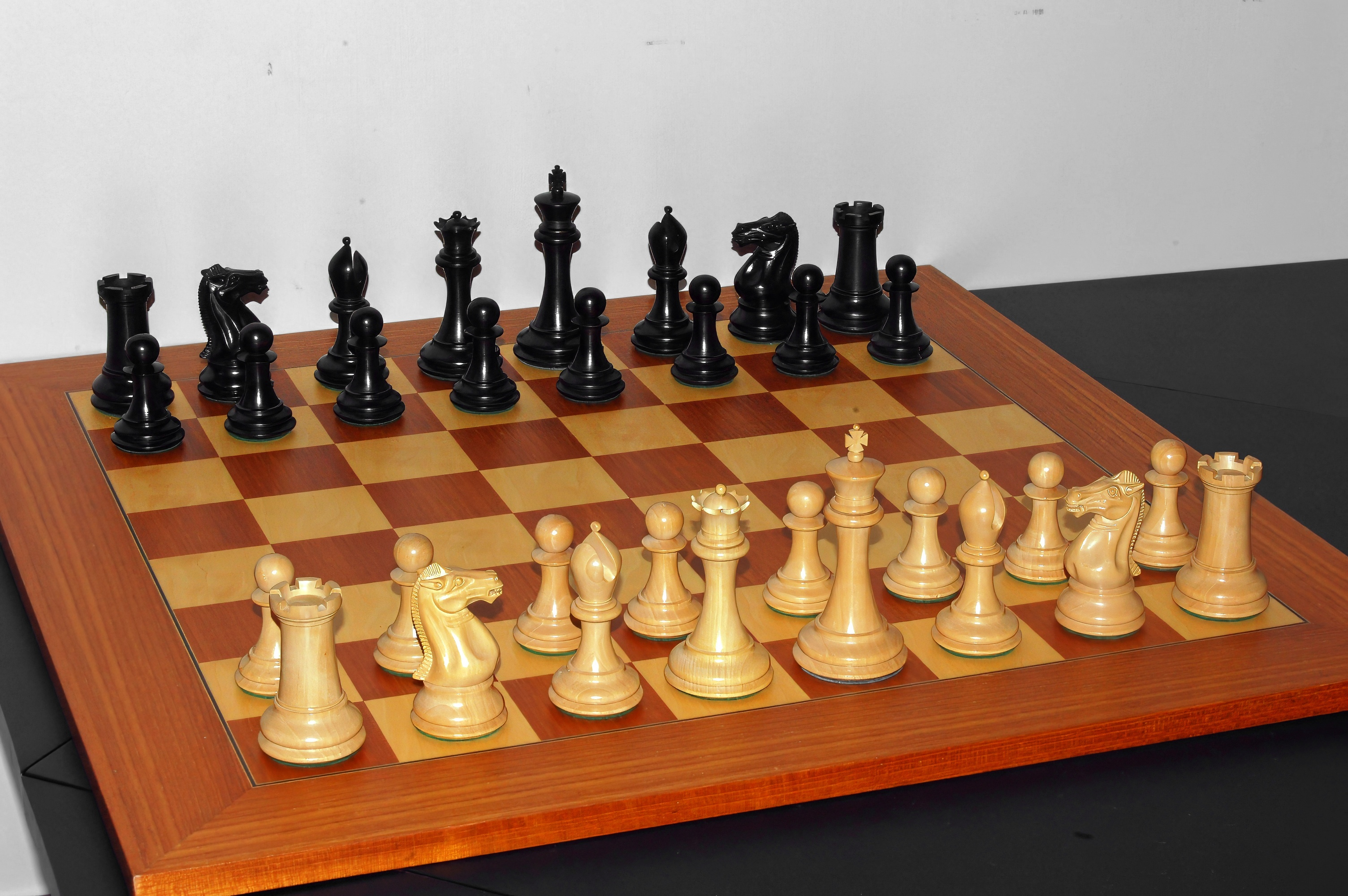
Position des pièces au début de la partie.

Aux échecs, les Blancs et les Noirs, parfois appelés aussi pièces blanches et pièces noires, désignent les pièces jouées par l'un ou par l'autre des deux adversaires et, par analogie, le joueur qui contrôle ces pièces. On dit ainsi d'un joueur qu'il joue « les noirs » ou « les blancs », bien que les pièces ne soient pas toujours de couleur blanche et noire, mais parfois vertes, rouges, l'important étant qu'un camp possède des pièces claires et l'autre des pièces sombres, afin de présenter un contraste de couleurs.
Les deux camps possèdent le même nombre et la même qualité de pièces. Seule les différencie la possibilité de jouer le premier coup de la partie, les règles modernes voulant que le joueur contrôlant les Blancs joue le premier.
De même que les pièces se divisent en pièces noires et pièces blanches, l'échiquier est lui divisé par convention en « cases noires » et « cases blanches », bien que les échiquiers aussi suivent rarement ces couleurs.
Dans certains écrits anciens traitant des échecs, les deux camps sont parfois désignés comme « Rouges » et « Noirs », termes qui font référence à la couleur des encres utilisées par les journaux qui affichaient des diagrammes dans leurs pages.
Dans ces mêmes diagrammes, on désignera par les termes « Trait aux Blancs » ou « Trait aux Noirs », le camp dont c'est le tour de jouer, dans la position affichée.

## Histoire
Comme l'observe Howard Staunton, « dans les premiers temps des échecs, le plateau était simplement divisé en soixante-quatre cases, sans aucune différence de couleur ». Le quadrillage des carrés est une innovation européenne, introduite au XIIIe siècle.
La convention selon laquelle les Blancs ont le premier coup est beaucoup plus récente. François-André Danican Philidor, dans l'édition originale (1749) de son célèbre traité Analyse du jeu des Échecs cite un jeu dans lequel les Noirs se sont déplacés en premier. Johann Horny, dans un livre publié en Allemagne en 1824, écrit que les Noirs se déplacent en premier. Phillip Walsingham Sergeant, joueur d'échecs britannique, écrit lui dans son livre A History of British Chess à propos d'Alexander McDonnell (1798 - 1835), dont on se souvient aujourd'hui pour sa série de parties face à Labourdonnais :

« Il préférait avoir les Noirs, comme premier joueur ainsi que comme second... c'était une mode courante à son époque, qui persistait avec un grand nombre de joueurs, comme le montre une étude du Chess Players' Chronicle ainsi que d'autres journaux. »

Dans la partie immortelle entre Anderssen et Kieseritzky à Londres en 1851, l'un des jeux les plus célèbres de l'histoire, Anderssen a les pièces noires mais se déplace en premier.  Il prend également les pièces noires et joue pourtant en premier lors des sixième, huitième et dixième parties de son célèbre match de 1858 contre Paul Morphy. Chacun des jeux commence par 1.a3 e5 2.c4, jusqu'à ce qu'Anderssen joue la défense sicilienne avec un tempo supplémentaire.
Même à la fin du XIXe siècle, la pratique du déplacement des Blancs en premier n'est pas encore devenue la norme. George Walker, dans son traité populaire The Art of Chess-Play: A New Treatise on the Game of Chess (4e édition de 1846), énonce les règles du St George's Chess Club de Londres en juin 1841. La règle numéro trois prévoyait alors que le joueur qui s'était déplacé en premier avait le choix de la couleur. Si les joueurs jouaient plus de parties lors de la même séance, le premier coup alternerait, mais chaque joueur continuerait à utiliser les mêmes pièces colorées que lors de la première partie. Staunton observe en 1871 que « de nombreux joueurs cultivent encore la folle habitude de jouer exclusivement avec une seule couleur ». 
Le 19 octobre 1857, M. Perrin, secrétaire du New York Chess Club, informe les personnes réunies au premier Congrès américain d'échecs qu'il a reçu une lettre de Johann Löwenthal, un maître anglais de premier plan, « suggérant l'opportunité de toujours donner le premier coup dans les parties publiques, au joueur des pièces blanches ». Löwenthal écrit également que les clubs d'échecs de Londres ont adopté une nouvelle règle selon laquelle le camp des Blancs joue toujours en premier.  Le club ne suit cependant pas les conseils de Löwenthal, puisque lors de son match l'année suivante contre le club  de Philadelphie, Philadelphie joue les Blancs lors des deux parties, mais n'a le trait que dans la deuxième.
D'après l'historien des échecs Robert John McCrary, la première règle qu'il a trouvée qui exige que les blancs se déplacent en premier est la règle 9 donnée à la page 126 du livre du tournoi de New York de 1880, qui spécifie :

« À chaque tour, les joueurs auront le premier coup alternativement ; dans le premier jeu, il sera déterminé par tirage au sort. Celui qui a le coup, dans tous les cas, doit jouer avec les pièces blanches. »

McCrary observe également :

« Avant cela, il était progressivement devenu conventionnel, sur un certain nombre d'années, de faire passer les blancs en premier dans les analyses publiées, et vers 1862, de faire passer les blancs en premier dans tous les jeux publiés. Mais il était évident que les joueurs pouvaient dans de nombreux cas choisir les noirs lorsqu'ils avaient le premier coup, même si le score de jeu publié indiquait que les blancs avaient joué en premier. »

Trois ans après l'exemple cité par McCrary, le Revised International Chess Code publié lors du tournoi de Londres de 1883, resté célèbre pour le niveau élevé des joueurs en compétition, prévoit que le joueur qui remporte par tirage au sort le droit de jouer le premier a le choix de la couleur.
En 1889, Wilhelm Steinitz, le premier champion du monde, écrit que « Dans tous les matchs et tournois d'échecs internationaux et publics... c'est la règle que le premier joueur ait les pièces blanches ». Emanuel Lasker, le deuxième champion du monde, déclare dans son Manuel d'échecs (publié pour la première fois en 1927) que les Blancs « font le premier pas ». Ces déclarations semblent confirmer l'acceptation et l'application progressive de la règle à partir du début du XXe siècle.

## Avantage du premier coup
Depuis 1846, un débat existe entre les joueurs d'échecs pour savoir si jouer en premier donne aux Blancs un avantage significatif. L'analyse statistique montre que les Blancs obtiennent entre 52 et 56 % de victoires à la plupart des niveaux de jeu, la probabilité de victoire des Blancs augmentant à mesure que le niveau des joueurs s'améliore.

## Polémiques
En 2021, en plein live sur Youtube, les joueurs d'échecs et streamers Agadmator et Hikaru Nakamura, subissent une coupure, puis un blocage, dû à la modération de la plateforme. L'algorithme de détection des contenus inappropriés identifie en fait par erreur ce qui lui semblait être du racisme. Ils s'agissait en fait de commentaires des streamers et des spectateurs concernant la couleur des pièces jouées par les deux hommes et les coups qu'ils prévoyaient de jouer.
Cela amène des chercheurs à se pencher sur la question de l'interprétation par les algorithmes des termes échiquéens pouvant avoir un sens offensant.